# Conjecture des nombres premiers de Waring
En théorie des nombres, la conjecture des nombres premiers de Waring tirant son nom du mathématicien anglais Edward Waring et liée au théorème de Vinogradov énonce que tout nombre impair supérieur ou égal à 5 est soit un nombre premier, soit la somme de trois nombres premiers. Elle se déduit de l'hypothèse de Riemann généralisée, mais aussi (trivialement) de la conjecture faible de Goldbach, démontrée en 2013 par Harald Helfgott. C'est donc un théorème depuis cette date.